# Mark Dacascos
Mark Alan Dacascos (Honolulu, 26 de fevereiro de 1964) é um ator e artista marcial norte-americano. Ele possui vários títulos de Karatê e Kung Fu conquistados entre os 7 e 18 anos. Também praticou outras artes marciais tais como Capoeira, Taekwondo e Kendo. Mark é descendente de um verdadeiro "caldeirão de raças misturadas", seu pai, Al Dacascos, é instrutor de artes marciais com origens filipinas, espanholas e chinesas, e sua mãe é meio-japonesa e meio-irlandesa.

## Filmografia
| Ano  | Título                                            | Papel                     | Observações             |
| 1985 | Dim Sum: A Little Bit of Heart                    | N/A                       | Filme (Cenas deletadas) |
| 1987 | General Hospital                                  | Cadete                    | Série médica            |
| 1990 | Dragnet                                           | Kevin Chow                | Série                   |
| 1990 | Doogie Howser, M.D.                               | Julian                    | Série                   |
| 1990 | Angel Town                                        | Stone Driver              | Filme                   |
| 1991 | Dead On The Money                                 | Mestre das artes marciais | Filme para TV           |
| 1991 | The Flash                                         | Osaku                     | Série                   |
| 1992 | American Samurai                                  | Kenjiro Sanga             | Filme                   |
| 1993 | Esporte Sangrento                                 | Louis Stevens             | Filme                   |
| 1993 | Roosters                                          | Filho de Filipino         | Filme (cameo)           |
| 1994 | Dragstrip Girl                                    | Johnny Ramirez            | Filme para TV           |
| 1994 | Double Dragon                                     | Jimmy Lee                 | Filme                   |
| 1994 | Tales from the Crypt                              | Felix Johnson             | Série                   |
| 1995 | Wing Commander IV: The Price of Freedom           | Troy Catscratch Carter    | Videogame               |
| 1995 | Deadly Past                                       | Leo                       | Filme                   |
| 1995 | One West Waikiki                                  | Moku                      | Série                   |
| 1995 | Kickboxer 5                                       | Matt Reeves               | Filme                   |
| 1995 | Crying Freeman                                    | Yo Hinomura/Freeman       | Filme                   |
| 1996 | The Island of Dr. Moreau                          | Lo-Mai                    | Filme                   |
| 1996 | Sabotage                                          | Michael Bishop            | Filme                   |
| 1997 | Sanctuary                                         | Luke Kovak                | Filme                   |
| 1997 | DNA                                               | Dr. Ash Mattley           | Filme                   |
| 1997 | Deathline                                         | Merrick                   | Filme                   |
| 1998 | Drive                                             | Toby Wong                 | Filme                   |
| 1998 | Boogie Boy                                        | Jesse Page                | Filme                   |
| 1998 | The Crow: Stairway to Heaven                      | Eric Draven               | Série                   |
| 1998 | No Code of Conduct                                | Paul DeLucca              | Filme                   |
| 1999 | Martial Law                                       | Steven Garth              | Série                   |
| 1999 | The Base                                          | John Murphy/John Dalton   | Filme                   |
| 2000 | China Strike Force                                | Tony Lau                  | Filme                   |
| 2001 | Instinct to Kill                                  | J.T. Dillon               | Filme                   |
| 2002 | Scorcher                                          | Ryan Beckett              | Filme                   |
| 2002 | Brotherhood of the Wolf                           | Mani                      | Filme                   |
| 2002 | CSI: Crime Scene Investigation                    | Ananda, o Monge           | Série                   |
| 2003 | Cradle 2 - The Grave                              | Ling                      | Filme                   |
| 2005 | Solar Attack                                      | Lucas Foster              | Filme para TV           |
| 2005 | Iron Chef America: The Series                     | Chairman                  | Série                   |
| 2005 | Junior Pilot                                      | Kato                      | Filme                   |
| 2006 | Only The Brave                                    | Steve Zaki Senzaki        | Filme                   |
| 2006 | The Hunt for Eagle One                            | Tenente Matt Daniels      | Filme                   |
| 2006 | The Hunt for Eagle One: Crash Point               | Tenente Matt Daniels      | Filme                   |
| 2006 | Nomad: The Warrior                                | Sharish                   | Filme                   |
| 2007 | Code Name: The Cleaner                            | Eric Hauck                | Filme                   |
| 2007 | Alien Agent                                       | Rykker                    | Filme                   |
| 2007 | Stargate Atlantis                                 | Tyre                      | Série                   |
| 2007 | I Am Omega                                        | Renchard                  | Filme                   |
| 2008 | The Next Iron Chef                                | Chairman                  | Série                   |
| 2008 | Gideon Falls                                      | Set                       | Filme                   |
| 2008 | The Legend of Bruce Lee                           | King Charles              | Série                   |
| 2008 | The Middleman                                     | Sensei Ping               | Série                   |
| 2009 | Kamen Rider: O Cavaleiro Dragão                   | Eubulon                   | Série                   |
| 2009 | Serbian Scars                                     | Peter Olsen Obilich       | Filme                   |
| 2009 | Dancing with the Stars                            | Ele mesmo                 | Reality show            |
| 2009 | Wolvesbayne                                       | Von Griem                 | Filme para TV           |
| 2010 | Shadows in Paradise                               | Max Forrester             | Filme                   |
| 2010 | Hawaii Five-0                                     | Wo Fat                    | Série                   |
| 2010 | Action Hero                                       | Escritor                  | Filme                   |
| 2010 | Secret of the Sultan                              | N/A                       | Filme                   |
| 2010 | Samurai                                           | Ele mesmo                 | Documentário            |
| 2010 | Iron Chef Australia                               | Chairman                  | Série                   |
| 2011 | The Lost Medallion: The Adventures of Billy Stone | Cobra                     | Filme                   |
| 2012 | Iron Chef America Countdown                       | Chairman                  | Série                   |
| 2013 | Mortal Kombat: Legacy                             | Kung Lao                  | Websérie                |
| 2014 | Chicago P.D.                                      | Jimmy Shi                 | Série                   |
| 2014 | Operation Rogue                                   | Capitão Max Randall       | Filme                   |
| 2014 | The Extendables                                   | Cameo                     | Filme                   |
| 2014 | Delo Batagami                                     | Batagami                  | Série                   |
| 2015 | Agentes da S.H.I.E.L.D.                           | Giyera                    | Série                   |
| 2016 | Showdown in Manila                                | Matthew Wells             | Filme                   |
| 2016 | Lucifer                                           | Kimo Van Zandt            | Série                   |
| 2017 | Maximum Impact                                    | Tony Lin                  | Filme                   |
| 2018 | The Legend of Hallowaiian                         | Pono                      | Filme                   |
| 2019 | John Wick 3: Parabellum                           | Zero                      | Filme                   |
| 2019 | Wu Assassins                                      | Monk                      | Série                   |
| TBA  | Cavaleiros do Zodíaco                             | TBA                       | Filme                   |